# Юрьево (городской округ Мытищи)
Юрьево — деревня в городском округе Мытищи Московской области России.

## Население
| 1852 | 1859 | 1890 | 1899 | 1926 | 2002 | 2010 |
| ---- | ---- | ---- | ---- | ---- | ---- | ---- |
| 149  | ↘132 | ↗142 | ↘133 | ↗212 | ↘9   | ↗53  |

## География
Расположена на севере Московской области, в северной части Мытищинского района, примерно в 17 км к северу от центра города Мытищи и 16 км от Московской кольцевой автодороги, на берегу Пяловского водохранилища системы канала имени Москвы на реке Уче.
В деревне 6 улиц — Заречная, Лесная, Полевая, Садовая, Центральная и Юрьевская, приписано садоводческое товарищество. Ближайшие населённые пункты — деревни Аксаково, Витенёво и Фелисово.

## История
В середине XIX века деревня относилась ко 2-му стану Московского уезда Московской губернии и принадлежала дочери тайного советника Евгении Петровне Балк-Полевой, в деревне было 17 дворов, крестьян 75 душ мужского пола и 74 души женского.
В «Списке населённых мест» 1862 года — владельческая деревня Московского уезда по левую сторону Ольшанского тракта (между Ярославским шоссе и Дмитровским трактом), в 25 верстах от губернского города и 8 верстах от становой квартиры, при пруде, с 15 дворами и 132 жителями (65 мужчин, 67 женщин).
По данным на 1899 год — деревня Марфинской волости Московского уезда с 133 жителями.
В 1913 году — 31 двор.
По материалам Всесоюзной переписи населения 1926 года — село Пестовского сельсовета Пушкинской волости Московского уезда в 7,5 км от Дмитровского шоссе и 15 км от станции Клязьма (платформа) Северной железной дороги, проживало 212 жителей (99 мужчин, 113 женщин), насчитывалось 42 хозяйства, из которых 40 крестьянских.
С 1929 года — населённый пункт в составе Пушкинского района Московского округа Московской области. Постановлением ЦИК и СНК от 23 июля 1930 года округа как административно-территориальные единицы были ликвидированы.
1929—1939 гг. — деревня Витенёвского сельсовета Пушкинского района.
1939—1951 гг. — деревня Манюхинского сельсовета Пушкинского района.
1951—1954 гг. — деревня Марфинского сельсовета Краснополянского района.
1954—1959 гг. — деревня Сухаревского сельсовета Краснополянского района.
1959—1960 гг. — деревня Сухаревского сельсовета Химкинского района.
1960—1963, 1965—1994 гг. — деревня Сухаревского сельсовета Мытищинского района.
1963—1965 гг. — деревня Сухаревского сельсовета Мытищинского укрупнённого сельского района.
1994—2006 гг. — деревня Сухаревского сельского округа Мытищинского района.
2006—2015 гг. — деревня сельского поселения Федоскинское Мытищинского района.